# Green Lantern Coaster
Pour les articles homonymes, voir Green Lantern (homonymie).
Green Lantern Coaster est un parcours de montagnes russes en métal du parc Warner Bros. Movie World à Gold Coast, en Australie. Sur le thème de la bande dessinée Green Lantern, l'attraction est ouverte depuis le 23 décembre 2011. Sa première descente est inclinée à 120,5 degrés. C'est la deuxième descente de montagnes russes la plus inclinée au monde après celle de Takabisha, dans le parc Fuji-Q Highland au Japon.

## Caractéristiques
Green Lantern Coaster est du modèle El Loco construit par S&S Worldwide. Le parc a collaboré avec S&S Worldwide pour développer des montagnes russes El Loco, ce qui n'était pas le cas des autres montagnes russes du même modèle (Mumbo Jumbo, Steel Hawg et Timber Drop).

### Trains
Les sept trains du Green Lantern Coaster offrent le double de la capacité des autres attractions El Loco, avec 8 sièges par train au lieu des 4 habituels.